# Belebey (género)
Belebey es un género extinto de parareptil ankiramorfo bolosáurido el cual contiene 4 especies conocidas, las cuales vivieron durante la última etapa del Carbonífero (Gzheliense) al Guadalupiano (Pérmico Medio) en lo que hoy es Europa (Rusia, Francia) y Asia (China).
El siguiente cladograma muestra las relaciones filogenéticas de Bolosauridae, de acuerdo con Johannes Müller, Jin-Ling Li y Robert R. Reisz, 2008, destacando la posición de Belebey.
|  | Bolosaurus grandis  |
|  |                     |
|  | Bolosaurus striatus |
|  |                     |

|  | Belebey chengi    |
|  |                   |
|  | Belebey maximi    |
|  |                   |
|  | Belebey vegrandis |
|  |                   |

|  | Bolosaurus grandis  |
|  |                     |
|  | Bolosaurus striatus |
|  |                     |

|  | Belebey chengi    |
|  |                   |
|  | Belebey maximi    |
|  |                   |
|  | Belebey vegrandis |
|  |                   |

|  | Bolosaurus grandis  |
|  |                     |
|  | Bolosaurus striatus |
|  |                     |

|  | Belebey chengi    |
|  |                   |
|  | Belebey maximi    |
|  |                   |
|  | Belebey vegrandis |
|  |                   |

|  | Bolosaurus grandis  |
|  |                     |
|  | Bolosaurus striatus |
|  |                     |

|  | Belebey chengi    |
|  |                   |
|  | Belebey maximi    |
|  |                   |
|  | Belebey vegrandis |
|  |                   |